# Heinrich August von Helldorff

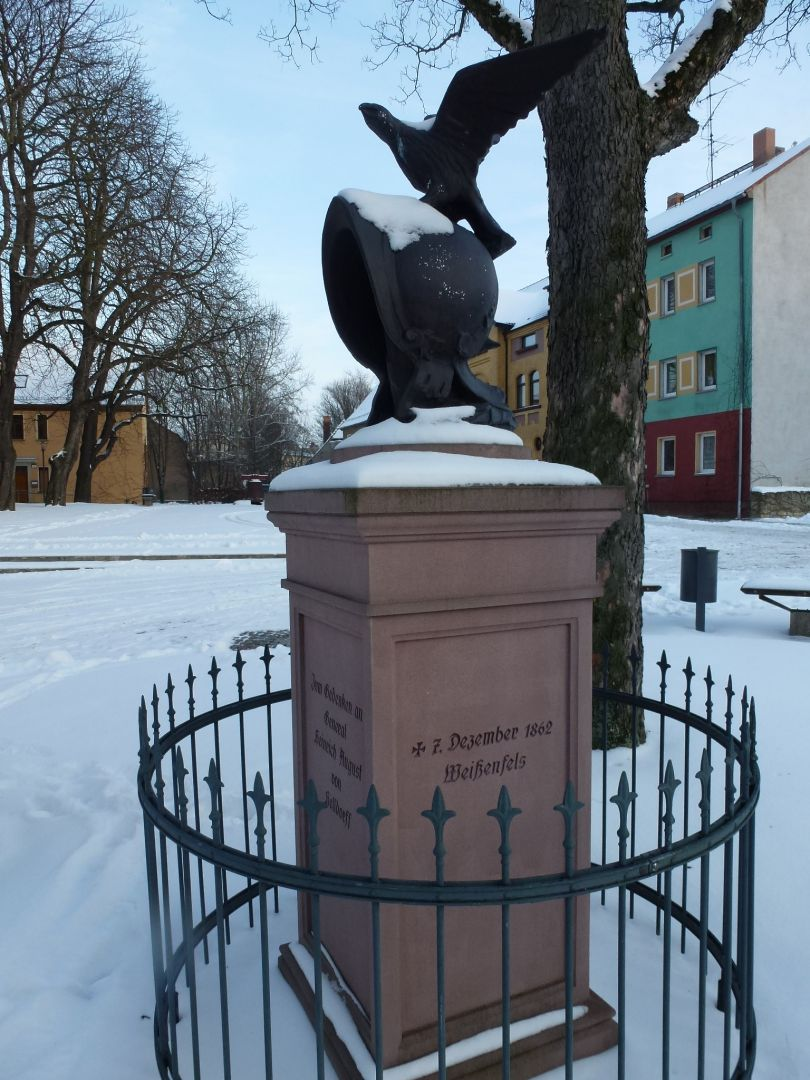
Denkmal für Heinrich August von Helldorff in Hohenmölsen

Heinrich August von Helldorf, seit 1844 Freiherr von Helldorff (* 7. Februar 1794 in Nödlitz; † 7. Dezember 1862 in Weißenfels) war ein preußischer Generalmajor und gilt als Held in den Napoleonischen Befreiungskriegen.

## Leben

### Herkunft
Heinrich August entstammte dem alten meißnischen Uradelsgeschlecht von Helldorff. Er war der Sohn von Karl August von Helldorff (1748–1795) und dessen Ehefrau, Johanne Henriette Wilhelmine, geborene von Borck (1769–1801). Seine Mutter war Besitzerin des Rittergut Nödlitz und sein Vater kursächsischer Premierleutnant a. D. Als Letzterer starb, heiratete seine Mutter in zweiter Ehe den Advokaten Friedrich August Wenzel, bei dem Heinrich August von Helldorff als Stiefkind aufwuchs.

### Militärkarriere
Helldorf erhielt seine erste Ausbildung am Dresdner Kadettenkorps, welches 1809 während des Krieges gegen Österreich aufgelöst wurde. Er kämpfte zunächst als Sekondeleutnant in der Schwarzen Schar des Herzogs Friedrich Wilhelm. Im Gefecht bei Connewitz am 26. Juli 1809 wurde ihm die linke Hand abgeschlagen, weiter trafen ihn 17 Säbelhiebe und an 42 Stellen war seine Uniform durchlöchert. Später diente er in den Befreiungskriegen ab 1813 im russischen 20. Jägerregiment.
Er erhielt am 13. Oktober 1814 den Orden Pour le Mérite und machte, nachdem seine Heimat durch den Wiener Kongress an die Provinz Sachsen gefallen war, in der Preußischen Armee Karriere. Dort stieg er bis zum Generalmajor auf und war zuletzt seit Januar 1850 Kommandant von Wittenberg. Aus Anlass der 50-jährigen Wiederkehr des Tages, an dem er sich im Gefecht bei Leipzig auszeichnete, erhielt Helldorff vom König den Roten Adlerorden II. Klasse mit Eichenlaub.
Er war Besitzer des Gutes Nödlitz, das er 1823 verkaufte. Seinen Lebensabend verbrachte er in Weißenfels. Dort war er Mitglied der Freimaurerloge „Zu den drei weißen Felsen“.

### Familie
Helldorff verheiratete sich am 13. April 1817 in Grunau mit Emilie von Helldorff (1798–1863). Aus der Ehe gingen folgende Kinder hervor:
- Emil Heinrich August (* 1818), preußischer Hauptmann a. D., zuletzt im Garde-Füsilier-Regiment
- Heinrich (1818–1866), preußischer Oberstleutnant und Bataillonskommandeur im 1. Garde-Regiment zu Fuß
- Karl (1820–1870), preußischer Oberst und Kommandeur des 4. Thüringischen Infanterie-Regiments Nr. 72
- Henriette Emilie Ernestine (1823–1842)
- Emilie (1824–1898), Oberin des Militär-Mädchen-Waisenhauses in Pretzsch
- Ernst (1826–1888), preußischer Hauptmann
- Elise (* 1828), Stiftsdame in Lippstadt
- Henriette (1830–1832)
- Albertine (1833–1834)
- Ferdinand (1835–1899), stand in österreichischen Diensten und erwarb 1886 die Genehmigung zur unbeschränkten Fortführung des Freiherrentitels
- Eduard (1837–1895), preußischer Oberstleutnant a. D., zuletzt im Infanterie-Regiment „Prinz Louis Ferdinand von Preußen“ (2. Magdeburgisches) Nr. 27
- Natalie (1840–1843)
- Friedrich (1842–1843)

## Würdigung
In Hohenmölsen trug die Ende 2007 geschlossene General-Heinrich-August-von-Helldorf-Kaserne des Panzerflugabwehrkanonenregiments 13 der Bundeswehr seinen Namen.
Außerdem erinnern ein Denkmal im Zentrum von Hohenmölsen und ein Gedenkstein in seinem Geburtsort Nödlitz an den General.